# C·N·安纳杜拉伊

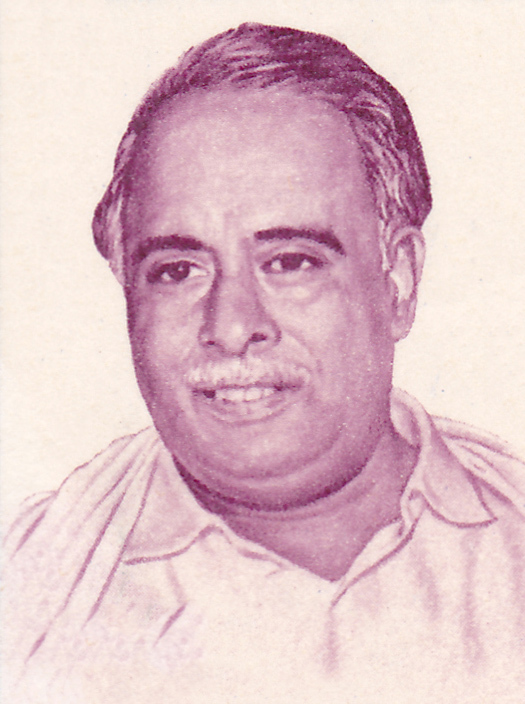

康吉瓦拉姆·纳塔拉杨·安纳杜拉伊（泰米尔语：காஞ்சீபுரம் நடராஜன் அண்ணாதுரை，1909 - 1969）是印度南部泰米尔纳德邦的前任首席部长。他是担任该职位的首位达罗毗荼政党成员，也是印度独立后组建多数派政府的首位非国大党人士。
他的演说技巧很有名，其以泰米尔语书写的文学作品也广受称赞。他编写及参演了多部戏剧。其中一些他的剧本后来被写成电影。他是以泰米尔语电影进行广泛政治宣传的首位达罗毗荼政治家。他生于一个中产阶级家庭，先是当老师，后成为马德拉斯省的一名新闻人，步入政界。他担任一些政治刊物的编辑，后加入达罗毗荼联盟。作为贝里亚尔的热情追随者，他成为该党的重要成员。
在达罗毗荼纳德与印度联邦的关系上，安纳杜拉伊与贝里亚尔的政见发生冲突。最终二人决裂，安纳杜拉伊组建了新的政党达罗毗荼进步联盟。一开始它采取与达罗毗荼联盟相近的路线，但随着时局的发展，该党放弃了发展一个独立的达罗毗荼纳德的想法。
数次反国大党政府的示威导致了安纳杜拉伊的入狱，这反而提高了他的政治声誉。他的党在1967年的邦选举中获得全胜。在那时的印度，他的内阁是最年轻化的。他将自重婚姻合法化，执行双语政策，发放大米补贴，并将马德拉斯邦重命名为泰米尔纳德。
执政2年后，他因癌症逝世。